# Bataille de Nuremberg
Pour les articles homonymes, voir Bataille de Nuremberg (homonymie).
Campagne d'Allemagne,
Seconde Guerre mondiale
Batailles
Campagne d'Allemagne de 1945
- Blackcock
- Veritable
- Blockbuster
- Grenade
- Lumberjack
  - Remagen
- Undertone
- Traversée du Rhin
- Varsity
- Poche de la Ruhr
- Francfort
- Wurtzbourg
- Cassel
- Heilbronn
- Friesoythe
- Nuremberg
- Hambourg
- Amherst
- Archway
- Château d'Itter

Front d’Europe de l’Ouest
Front d’Europe de l’Est
Campagnes d'Afrique, du Moyen-Orient et de Méditerranée
Bataille de l’Atlantique
Guerre du Pacifique
Guerre sino-japonaise
La bataille de Nuremberg est un épisode de la campagne d'Allemagne de 1945 pendant la Seconde Guerre mondiale livrée à Nuremberg, ville symbolique du Troisième Reich, du 16 au 20 avril 1945. Après la fin du conflit, dans les années 1950, un lent processus de reconstruction débutera, achevé en grande partie en 1966.

## Les bombardements alliés sur la ville

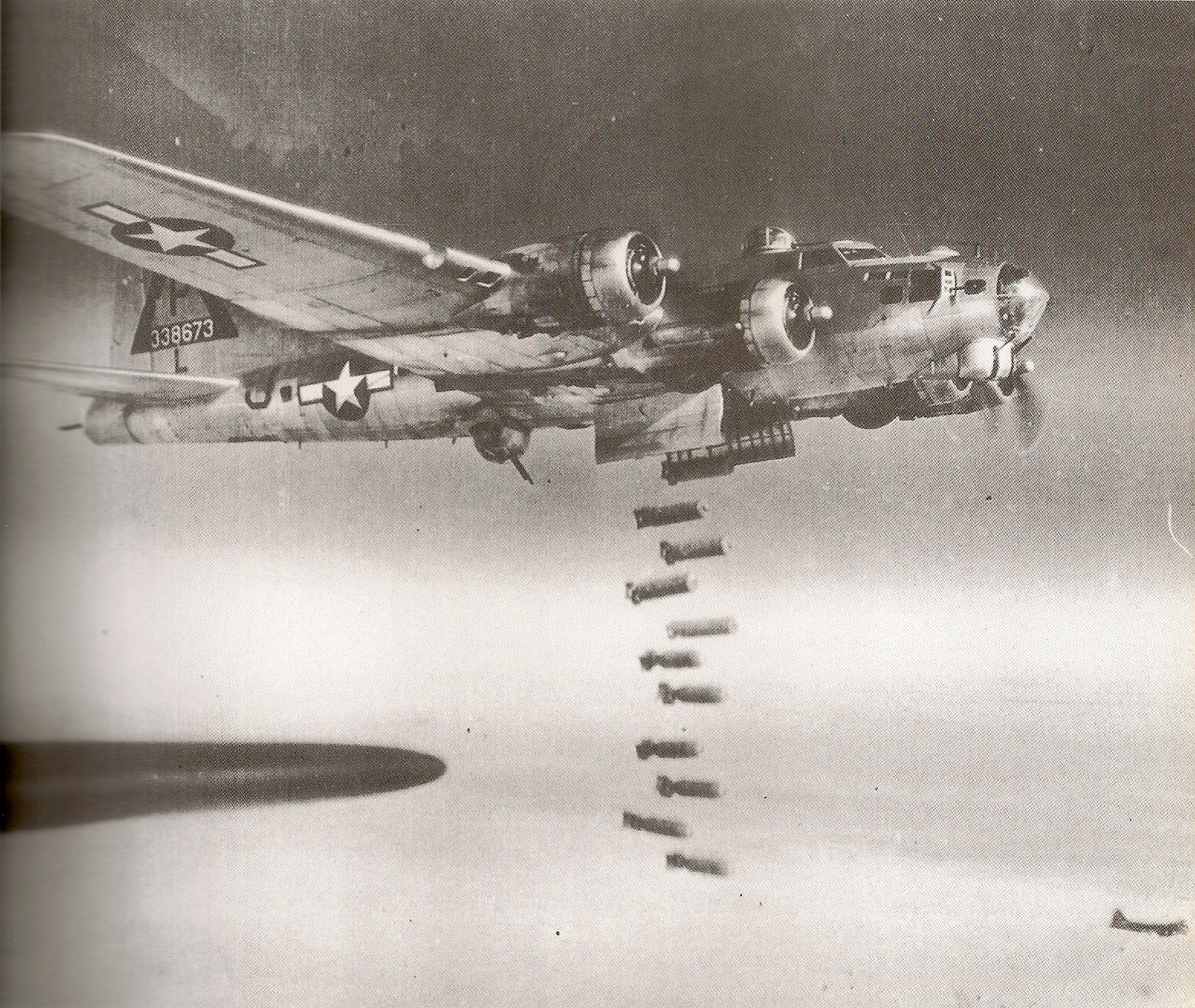
Un Boeing B-17 Flying Fortress lâche ses bombes sur Nuremberg, février 1945 guerre mondiale.

Dès 1933, le régime nazi exploite le prestigieux passé de Nuremberg au profit des gigantesques manifestations et rassemblements destinés à marquer l'opinion publique par leur importance et organisés dans le complexe du Reichsparteitagsgelände, et cela, jusqu’en 1938.
Cette utilisation de la ville par les nazis motive les Alliés, en plus de son importance industrielle, à bombarder massivement la ville, notamment le 2 janvier 1945. Ces bombardements détruisent presque complètement le centre historique de Nuremberg. Dès lors, les Américains peuvent lancer un assaut terrestre contre la ville.

## Éléments de contexte politique et militaire
Proclamée « ville des rassemblements du parti du Reich », la ville doit être défendue coûte que coûte, selon Hitler. 
Refusant toute capitulation, inéluctable, le Gauleiter Karl Holz tente de repousser les troupes américaines. Parfaitement conscient de la réalité de la situation politique et militaire, il continue de lever de nouvelles troupes parmi les membres des organisations nazies ; ainsi son rapport du 17 avril mentionne la constitution d'un régiment composé de membres de la jeunesse hitlérienne. Conformément aux consignes de Himmler, il menace également ses concitoyens d'exécution sommaire et de dynamitage de leur maison s'ils tentent de se rendre. 
Dans les jours qui suivent alors que la bataille fait rage, Holz envoie plusieurs télégrammes à Hitler, le dernier pour son anniversaire, qui lui valent d'être décoré de la Croix d'or de l'ordre allemand.

## Déroulement de la bataille

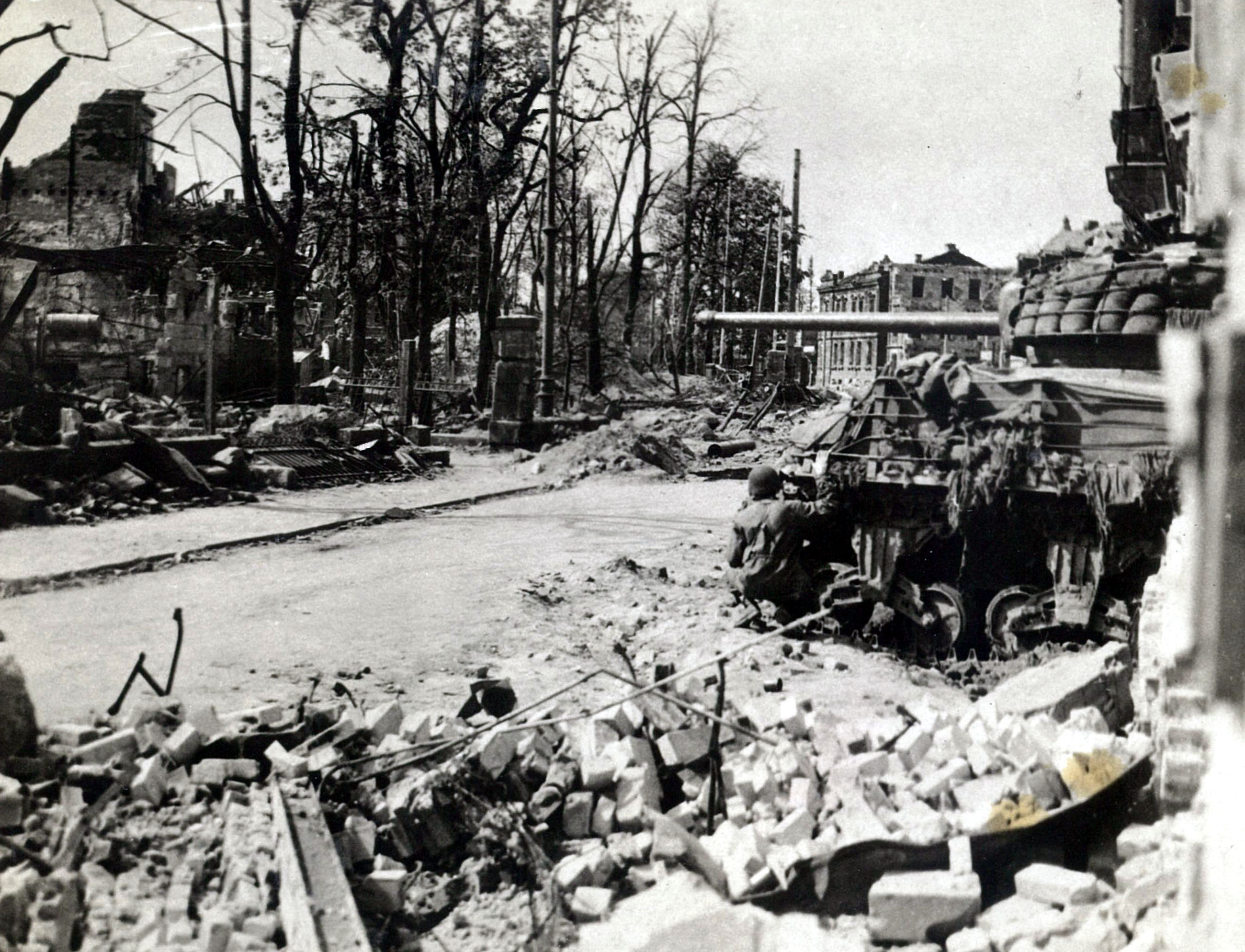
Un char détruit servant de couverture à la progression des troupes américaines.

De féroces combats urbains pour son contrôle se déroulent durant quatre jours, les troupes américaines des 3e, 42e, 45e divisions du 15e corps de la 7e armée (États-Unis) (général Alexander Patch) en prenant  finalement le contrôle. 
Dépassés numériquement, les soldats allemands ne peuvent que retarder l'inéluctable. Cependant, refusant toute capitulation, le Gauleiter Karl Holz, coordonnant la défense de la ville, ordonne aux unités SS présentes dans la ville, de tirer sur tous ceux qui souhaitent se rendre ou agitent un drapeau blanc. Les bombardements et la bataille dévastent considérablement la ville.
Karl Holz, tué pendant les combats pour le contrôle des ruines du siège de la police, est remplacé par le colonel Wolf ; ce dernier, conscient de l'inutilité de poursuivre la résistance dans la ville, ordonne à 11 h 0 le 20 avril à ses hommes de se rendre aux troupes américaines. Dans la soirée du 20 avril, le drapeau américain est hissé sur l'Adolf-Hitler-Platz.

## Bilan et conséquences

La destruction symbolique par explosifs de la Svastika nazie flottant au-dessus du Reichsparteitagsgelände de Nuremberg le 25 avril 1945.

La prise de la ville symbolique Nuremberg porte ainsi un coup dur au moral des troupes allemandes.